# Ács Ágnes
Ács Ágnes (Munkács, 1918. június 6. – Hága, 1989. március 11.) magyar zongoraművész, dalszerző, énekesnő (dizőz).

## Élete
Redecha Auguszta Etelka néven 1918-ban született Munkácson dr. Redecha Rezső magyar királyi állatorvos és Kolm Adél gyermekeként. Apja 1913–1927 között Bácsalmáson járási állatorvos, majd Hódmezővásárhelyen törvényhatósági járási állatorvos, ezt követően 1933-ban főállatorvos lett. 1937-ben magasabb pozícióba Budapestre helyezték át.
Apja munkája miatt sokat költöztek. Gyerekkorát Bácsalmáson töltötte, majd 1936-ban érettségizett a hódmezővásárhelyi Bethlen Gábor Református Gimnáziumban. 1937-től a budapesti Zeneakadémia növendéke volt. Zeneakadémista társaival megalakította a The Five Harmonies Queens vokál-kvintettet, amelynek ő lett a zongoristája Redecha Guszti néven. Az együttes tagjai rajta kívül Kornis Kató színésznő, Várkonyi Magda, Takács Margit (vagy Aranka) és Nagy Lili énekesnők voltak. Egy hónapja szerepeltek egy budapesti tánchelyiségben, amikor egy dél-amerikai artistaügynök szerződést kínált nekik. 1939 márciusában elutaztak Dél-Amerikába, s a több hónapig tartó turné során felléptek többek között Buenos Airesben és Rio de Janeiróban, közös műsorban léptek fel a két híres francia sanzonénekesnővel, Mistinguett-tel és Josephine Bakerrel. 1940-ben az együttes feloszlott, ő Kornis Katóval együtt hazatért Budapestre.
Hazaérkezéséről többek között így tudósított a korabeli lap: „A zeneakadémiát végzett jazzénekesnő all-round előadó. Németül, angolul, franciául, magyarul és spanyolul tökéletesen beszél és énekel. Redeha Guszti néven kiadott néhány jazz-szerzeménye külföldön nagy siker.”
Budapestre érve felvette az Ács Ágnes (Ács Ági) művésznevet és az Arizóna mulatóban lépett fel immár egyedül. Itt ismerkedett meg leendő férjével, ifj. Dr. Rubner Károly Ágostonnal, a Magyar Általános Hitelbank cégvezetőjével, akihez 1942. október 18-án Budapesten férjhez ment. Férje közvetlenül a háború után, 1945. május 27-én tüdőgümőkórban meghalt a Szent János kórházban.
Az 1944-ben megjelenő Magyar Zenei Almanach az énekesnők között tartja számon. Zongorázott és énekelt, ismert művészekkel dolgozott együtt, zenét és szöveget egyaránt szerzett. Dalait sugározta a rádió, és lemezei is jelentek meg. Néha ő énekelt ezeken, de számos esetben a kor ismert színésznői énekelték a dalokat, amelyeket ő tanított be.
Az 1940-es években a budapesti éjszakai élet egyik meghatározó alakja volt. Zongorázott és énekelt az Allied Clubban (1945), a Café de Paris-ban (1945), Chez Michel-ben (1947), Dubarry-ban (később Vén Duna étterem) (1947–1949), a Bristol Szálloda bárjában és teraszán. 1946-ban írta róla a Világ című lap: „Ha az ember utcán találkozna vele, nem sejtené, hogy dizőz. A bárban — a Bristol bárjában énekel — több, mint egyszerű dizőz: gyönyörű, alt hangja van és művészien ad elő angol, francia, spanyol dalokat, néger songokat. Elárulhatjuk: Zeneakadémiát végzett, évekig élt Dél-Amerikában és Karádynak, Mezey Máriának írt zeneszámokat. Humor és romantika egyesül előadási modorában.”
Eközben egyre sikeresebb volt, duetteztek Ilosvay Gusztávval a Váci utcai Anna Bárban és az Aranykéz utcai Pipacs Bárban (1948-51). Sorra születtek szerzeményei.
Karrierjét derékba törte a Rákosi korszak. 1951 tavaszán a Pipacs Bárból vitte el az ÁVÓ. Vád, bírósági tárgyalás és ítélet nélkül zárták két és fél évre a Kistarcsai Női Fogházba. (Az 1991-ben készült Almási Tamás: Ítéletlenül című dokumentumfilmben is említik a nevét.) 1953 augusztusában általános amnesztiával szabadult.
Megpróbált új életet kezdeni. Munkás-dalárdát okított, ekkor fedezte fel a később sikeres Németh Lehelt. A politikai enyhülés lehetővé tette, hogy újból felléphessen dizőzként. Óriási sikerrel kezdett újra játszani a Szentkirályi utcai Kati eszpresszóban és a Váci utcai Anna Bárban. A Váci utcai Bartók Teremben ismert színészek, énekesek mutatták be szerzeményeit: Darvas Iván, Ferrari Violetta, Mezei Mária, Sennyei Vera. Sokukat ő tanított be és kísért zongorán. Egy visszaemlékezés szerint virtuóz módon zongorázott a Pilvax kávéházban.
Fellépett a Gerbeaud-ban rendezett sanzonesteken, Mezei Máriát kísérte illetve Cziffra Györggyel játszott. Leghíresebb számuk Ravel Bolerója, két zongorán.
Ekkor jelent meg talán leghíresebb dala, Charlie Chaplin zenéjére írott verse a Két piciny fehér balettcipő.
1955 nyarán Siófokon és Balatonföldváron zongorázott és énekelt. Ősszel a budavári Old Firenze bárban lépett fel a rokon Dessewffy fiúkkal .
A műsort „amerikai burzsoá csökevénynek” nevezte az ORI, és betiltotta. Másnap beolvasták a hírt a Szabad Európa Rádióban.
Lassan oldódott a diktatúra, egy év múlva újból játszhatott az Old Firenzében, ezúttal is Dr. Ilosvay Gusztávval. Itt fedezte fel őket egy finn impresszárió, és szerződést ajánlott Helsinkibe. A budapesti Filharmónián keresztül, hivatalos útlevéllel hagyták el az országot 1957 januárjában. A finnországi turné csalásnak bizonyult, de az újra bezárkózó országba nem akartak hazajönni. Előbb Brüsszelbe menekültek ismerősökhöz, majd onnan továbbmentek a hollandiai Hágába.
Ács Ági végül itt telepedett le. Névházasságot kötött André Nicolaijal, így holland zenész engedélyt kaphatott.
Nagy sikerrel szerepelt a tengerparti Scheweningen Kurhaus bárjában, koncerttermekben, rádióban, tévében. Eleinte Ilosvayval, majd az ő magyarországi hazatérése (1961) után egyedül is.
Az új zenei irányzatok megjelenésével kiszorult a fellépésekből. Az 1960-as évek végén egy holland mecénás segítségével megnyitották Hága belvárosában a Wijn-bijterei nevű szórakozóhelyet, ahol mindenkori háziasszonyként újból leült a zongorához. A vállalkozás nem volt sikeres, a mecénás eltűnt.
Idős korában a hágai Poestarika magyar étteremben zongorázott és énekelt magyar, holland és amerikai dalokat 1989-ig, hirtelen bekövetkező haláláig.
Hamvai magyar földben nyugszanak.

## Szerzeményei, dalszövegei

### Nyomtatásban megjelent művei
- Ács Ágnes: Te hogy vagy velem?. . . (Dal és slowfox.) Budapest, 1948. Rózsavölgyi. 2 l. 6 kotta.[30]
- Charles Chaplin–Ács Ágnes: Két piciny fehér balettcipő, Zeneműkiadó, Budapest, 1955. p. 4[27]

## Diszkográfia
Az Országos Széchényi Könyvtár Zeneműtárában szereplő lemezek:
- Csupa csók (Quickstep) Buday Dénes-Tóth Miklós, énekel Ács Ágnes, kíséri Vécsey Ernő és tánczenekara
- A szívem sajnos félárva (Foxtrot) Buday Dénes-Tóth Miklós, énekel Ács Ágnes, kíséri Vécsey Ernő és tánczenekara
- Bocsásd meg (dalkeringő) Ács Ágnes, énekel Mezey Mária, kíséri a Pátria Zenekar
- Csak egyszer (slowfox) Ács Ági verse, énekel Zádor Mária, kísér a Chappy zenekar
- Minden elmúlik egyszer (dalkeringő) Fred Raymond-Kovách Kálmán, énekel Ács Ágnes, kísér a Radiola tánczenekar
- Ne játsz tovább (dal) Ács Ági verse, énekel Mezey Mária, kíséri a Pátria tánczenekar
- Szomjas a szám (Slowfox) Buday Dénes-Babay József, énekel Ács Ágnes, kíséri a Radiola  tánczenekara
- Te hogy vagy vele (dal és slow-fox); zene és szöveg: Ács Ágnes, énekel Karády Katalin, kísér a Durium Zenekar[31]
- Románc, Csajkovszkij-Ács Ágnes verse, énekel Karády Katalin, kísér a Durium zenekar
- Már mindennek vége (dalkeringő) Buday Dénes, énekel Ács Ágnes, kísér a Radiola tánczenekar
- Trópusi éj (lassú fox) Buday Dénes, énekel Ács Ágnes, kísér a Radiola tánczenekar
- Két piciny fehér balettcipő Charlie Chaplin-Ács Ágnes verse, énekel Hollós Ilona, kíséri a Magyar Rádió Tánczenekara
- A lámpa zöld (foxtrot) Vécsey Ernő-Rákosi János verse, énekel Ács Ágnes, kísér a Radiola tánczenekar
- Néger bölcsődal, George Clutsam-Ács Ágnes verse, énekel Karády Katalin, kíséri a Pátria zenekar
- Ha meg is értenéd, Mendelssohn-Ács Ágnes verse, énekel Karády Katalin, kíséri a Durium zenekar
- Oh kell, hogy legyen (slowfox) David Saxon-R. Cook-Ács Ágnes verse, énekel Karády Katalin, kíséri a Durium zenekar
- Önben a sexepil (foxtrot) Ács Ágnes-Szász Miklós verse, énekel Fekete Pál, kíséri a Radiola tánczenekar
- Csak egy nap a világ (tangó) de Fries Károly-Vaszary János verse, énekel Ács Ágnes, kíséri a Radiola tánczenekar
- A régi dal, Loewe-Ács Ágnes verse, énekel Kelly Anna, kísér a Pátria zenekar
- Egy esős délután; zene: Malcsiner Béla, szöveg: Ács Ágnes, énekel Karády Katalin, kíséri a Durium zenekar[32]
- A virágáruslány dala , Padilla-Ács Ágnes , énekel Kelly Anna, kíséri a Pártia Zenekar
- Szívedet a hű szívembe zárom, Fred Raymond-Hans Krause Masgraf-Ács Ágnes verse, énekel Kelly Anna, kíséri a Pátria zenekar
- Keresd a nőt (swing), Sylva Brown-Vincent Youmans-Ács Ágnes verse, énekel Karády Katalin, kíséri a Durium zenekar
- Csókolj meg, Georges Elias Tabet-Ács Ágnes verse, énekel Karády Katalin, kíséri a Pátria zenekar
- Te vagy énnekem a nyár (waltz); zene: Vécsey Ernő, szöveg: Ács Ágnes, énekel Ákos Stefi, kíséri a H.M.V. Tánczenekar[33] (a dal Zsolnai Hédi előadásában is megjelent a Rózsavölgyi és Társa kiadásában 2006-ban)[34]
- Őszi dal, Vécsei Ferenc-Ács Ágnes, énekel Kelly Anna, kíséri a Pátria Rádiózenekar
- Rumbaegyveleg, Vincent Jumans-Ács Ágnes verse, énekel Karády Katalin, kíséri a Durium zenekar

A Rózsavölgyi és Társa kiadó által kiadott nosztalgia CD-ken szereplő dalok listája (1996-2006) 33 olyan szerzeményt tartalmaz, amelyen Ács Ágnes valamilyen szerepben (szövegíró, zeneszerző vagy énekes) nevesítve van.
- Ó, kell, hogy legyen egy út , Galop-Saxon-Cook-Ács Ágnes, énekel Karády Katalin
- Altató , Flies-Ács Ágnes, énekel Karády Katalin
- Ne játssz tovább, Ács Ágnes, énekel Mezey Mária
- Azt mondják, csinos, Ács Ágnes, énekel Mezey Mária
- Bocsásd meg, Ács Ágnes, énekel Mezey Mária

2019-ben készült Szász Attila: Apró mesék című film főcím dala a felújított Románc, Csajkovszkij dallama, Ács Ágnes verse, énekel Karády Katalin.